# Contea di Wilson (Carolina del Nord)
La contea di Wilson in inglese Wilson County è una contea dello Stato della Carolina del Nord, negli Stati Uniti. La popolazione al censimento del 2000 era di 73 814 abitanti. Il capoluogo di contea è Wilson.